# Wählleitung
Eine Wählleitung ist eine Telekommunikationsleitung, mit der mittels eines Signalisierungsverfahrens eine Verbindung zu einer bestimmten Gegenstelle aufgebaut werden kann. Fortgeschrittene Dienste wie ISDN eröffnen zahlreiche Möglichkeiten bzgl. des Umganges mit Wählleitungen wie das Umlegen eines Anrufes auf andere Endgeräte oder Konferenzschaltungen.
Der schmalbandige Internetzugang, bei dem der Rechner ein Telefonmodem oder ein ISDN-Endgerät benutzt, um den Internetdienstanbieter (ISP) über das Telefonnetz anzuwählen, wird umgangssprachlich auch so genannt. Die Einwahl (engl. dial-in bzw. dial-up) geschieht hier zum Verbindungsaufbau mit einem Einwahlknoten, der unmittelbar mit dem Internet verbunden ist.